# Jörg Waschinski
Jörg Waschinski (* 1966 in Berlin) ist ein deutscher Opernsänger (Countertenor/Sopran), der zu den international bekanntesten Sängern seiner Stimmlage gehört.

## Leben
Jörg Waschinski studierte an der Hochschule für Musik in Berlin. Er begann zunächst ein Studium der Kirchenmusik, wechselte dann aber zum Gesang. Er besuchte Meisterkurse bei Barbara Schlick und Peter Schreier. Außerdem arbeitete er gesangstechnisch regelmäßig mit dem Tenor Scot Weir. 1996 war Waschinski Sieger beim Internationalen Johann-Heinrich-Schmelzer-Wettbewerb in Melk an der Donau und erhielt außerdem den Sonderpreis beim Bundeswettbewerb Gesang in Berlin. 
Seit 1998 hatte Waschinski Engagements an verschiedenen Opernhäusern, wobei er sowohl als festes Ensemblemitglied als auch für verschiedene Produktionen als Gastsänger verpflichtet wurde. Waschinski sang unter anderem am Stadttheater St. Gallen, an der Oper Bonn, am Staatstheater Hannover und am Staatstheater Mainz.
In St. Gallen sang Waschinski 1998 die Titelpartie in der Oper Xerxes von Georg Friedrich Händel. In der Spielzeit 2000/01 sang er am Staatstheater Hannover mit großem Erfolg die Rolle des Nerone in der Oper L’incoronazione di Poppea von Claudio Monteverdi. Die Rolle des David in dem Oratorium Saul von Georg Friedrich Händel sang er ab 2000 regelmäßig an der Oper Bonn und im Jahre 2001 auch am Staatstheater Mainz.
Die Zeitschrift Opernwelt wählte Waschinski in der Spielzeit 1999/00 zum besten Nachwuchssänger. Für seine Interpretation der Rollen des Saul und des David erhielt er in der Spielzeit 2000/01 wiederum von der Zeitschrift Opernwelt die Auszeichnung als bester Sänger der Spielzeit.
Waschinski singt in Oper und Konzert ein breitgefächertes Repertoire, das vom Barock bis zur Moderne reicht. 2003 übernahm er beim Kurt-Weill-Fest in Dessau die Rolle der Anna I in dem Ballett mit Gesang Die sieben Todsünden von Kurt Weill, in dem er gemeinsam mit dem Tänzer Gregor Seyffert auftrat. 2003 gastierte er außerdem bei den Händel-Festspielen Halle als Titelheld in Teseo, wo er sich „der extremen Tessitura souverän gewachsen“ zeigte. In der Tonhalle Düsseldorf sang er 2004 die Titelrolle der Peri in dem Oratorium Das Paradies und die Peri von Robert Schumann. 2008 interpretierte Jörg Waschinski an der Deutschen Oper am Rhein in Düsseldorf in der Uraufführung der Oper The Fashion von Giorgio Battistelli in der Partie des männlichen Supermodels Tarquin. 
Sein Solo-Konzertprogramm aus dem Jahr 2009 war Arien und Liedern des Sängers Farinelli gewidmet.
Als Sänger wirkte Waschinski bei mehreren Rundfunkaufnahmen und bei CD-Einspielungen mit. In einer im Dezember 2001 veröffentlichten Aufnahme des Oratoriums Giob von Carl Ditters von Dittersdorf sang er die Sopran-Kastratenrolle des Baldad. Die Giob-Einspielung erhielt 2002 den Preis der Deutschen Schallplattenkritik.